# Fryderyk Wirtemberski-Winnental
Fryderyk Karol Wirtemberski (ur. 12 września 1652 Stuttgart, zm. 20 grudnia 1697 tamże) – książę Wirtembergii-Winnental

## Życiorys
Syn księcia Eberharda III i Anny Katarzyny von Salm-Kyrburg.
W wieku 25 lat otrzymał tytuł księcia Wirtembergii-Winnental od swojego brata Wilhelma Ludwika. Po jego śmierci w 1677 cesarz Leopold I Habsburg przekazał mu opiekę nad małoletnim synem Wilhelma Eberharda Ludwika.
Wziął udział w wojnie dziewięcioletniej pod dowództwem Ludwika Wilhelma Badeńskiego.
31 października 1682 roku ożenił się z Eleonorą Julianą von Brandenburg-Ansbach. Para miała siedmioro dzieci:
- Karol Aleksander (1684 – 1737) – książę Wirtembergii
- Dorota Charlotta (1685 – 1687)
- Fryderyk Karol (1686 – 1693)
- Henryk Fryderyk (1687 – 1734)
- Maksymilian Emanuel (1689 – 1709)
- Fryderyk Ludwik (1690 – 1734) – ożenił się z Urszulą Bokum
- Krystyna Charlotta (1694 – 1729) – żona księcia Wilhelma Fryderyka von Brandenburg-Ansbach

Zmarł w 1697 roku na syfilis.